# 郑港
郑港，是中国河南省郑州市新郑市下辖的一个乡镇级行政单位。

## 行政区划
郑港共辖以下地区：
谷庄村、陡沟村、寺东孙村、后宋村、山石王村、胡岗村。